# Billedhuggeren (film)
Billedhuggeren er en stumfilm fra 1915 af ukendt instruktør.